# Ладрильеро, Хуан

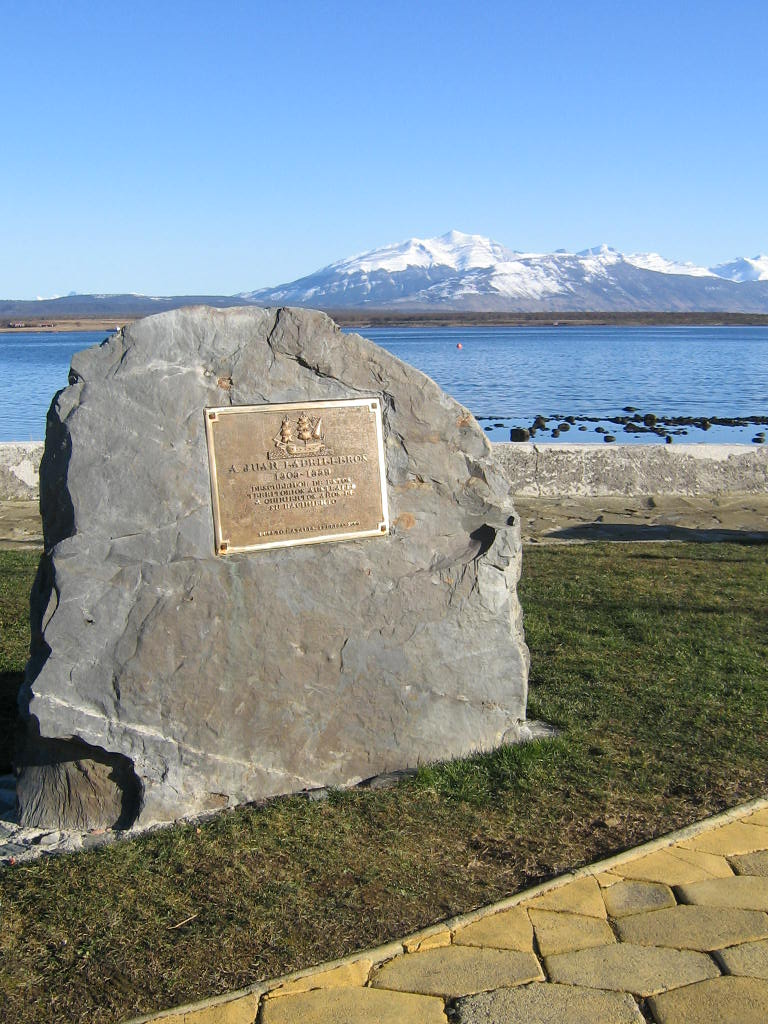
Памятник на площади Ладрильеро в городе Пуэрто-Наталес

Хуан Ладрильеро (исп. Juan Ladrillero; 1495, Могер — 1582) — испанский путешественник, мореплаватель и конкистадор.
Хуан Ладрильеро изучал на родине космографию, навигацию и астрономию. В возрасте 30 лет пересёк Атлантический океан и прибыл сперва в Никарагуа, а затем в Перу, где принимал участие в гражданской войне между наследниками Писарро. С 1540 года Ладрильеро служит у Паскуаля де Андагоя, совершает плавания из Перу в Панаму. Про указанию Андагоя в 1540 году основывает на тихоокеанском побережье Южной Америки город Буэнавентура (ныне на территории Колумбии).
В 1557 году Ладрильеро по приказу генерал-губернатора Чили Гарсии Уртадо де Мендоса возглавил морскую экспедицию, целью которой было исследование территории к югу от Вальдивии. Ладрильеро должен был войти в Магелланов пролив и пересечь его с запада на восток (экспедиция Ф.Магеллана прошла его с востока на запад). 17 ноября 1557 года экспедиция в составе двух кораблей, Сан-Луис и Сан-Себастьян, вышла из Вальдивии. Во время шторма корабли потеряли друг друга, и Ладрильеро продолжил путь на Сан-Луисе. 4 декабря судно достигло залива Эйре, гигантского фьорда, окружённого горами и ледниками. В июле 1558 года экспедиция дошла до мыса Виргенес. Несмотря на многочисленные попытки, Ладрильеро не смог найти западный проход. 15 января 1559 года его корабль вернулся в Вальдивию.
Ладрильеро ввёл в научный обиход название архипелага — Огненная земля. В честь мореплавателя в Чили названа гора — Серро-Ладрильеро, высотой в 1.665 метров, находящаяся на острове Риеско.